# Narda (Ungarn)
Narda (kroatisch Narda, deutsch Nahring) ist eine ungarische Gemeinde im Kreis Szombathely im Komitat Vas. Sie besteht aus den Ortsteilen Nagynarda und Kisnarda. Knapp die Hälfte der Bewohner zählt zur Volksgruppe der Kroaten.

## Geografische Lage
Narda liegt 12 Kilometer westlich des Komitatssitzes und der Kreisstadt Szombathely und grenzt im Westen an Österreich. Im Ortsteil Kisnarda befindet sich der See Béke-tava. 
Ungarische Nachbargemeinden sind Felsőcsatár und Bucsu. Jenseits der Grenze liegt die österreichische Gemeinde Schandorf.

## Geschichte
Narda entstand 1950 durch den Zusammenschluss der beiden Orte Nagynarda und Kisnarda.

## Gemeindepartnerschaften
Es bestehen folgende Gemeindepartnerschaften:
- Donja Voća, Kroatien
- Kamenica, Kroatien
- Mursko Središće, Kroatien
- Odra (Novi Zagreb), Kroatien
- Schandorf, Österreich

## Sehenswürdigkeiten
- Römisch-katholische Kirche Fájdalmas Szűzanya, im Ortsteil Kisnarda
- Römisch-katholische Kirche Szent Kereszt felmagasztalása, im Ortsteil Nagynarda, ursprünglich im 13. Jahrhundert erbaut, im  18. Jahrhundert im barocken Stil erweitert; die Orgel stammt aus dem Jahr 1926
- Weltkriegsdenkmal für die Opfer des Ersten Weltkriegs, erschaffen von József Hudetz

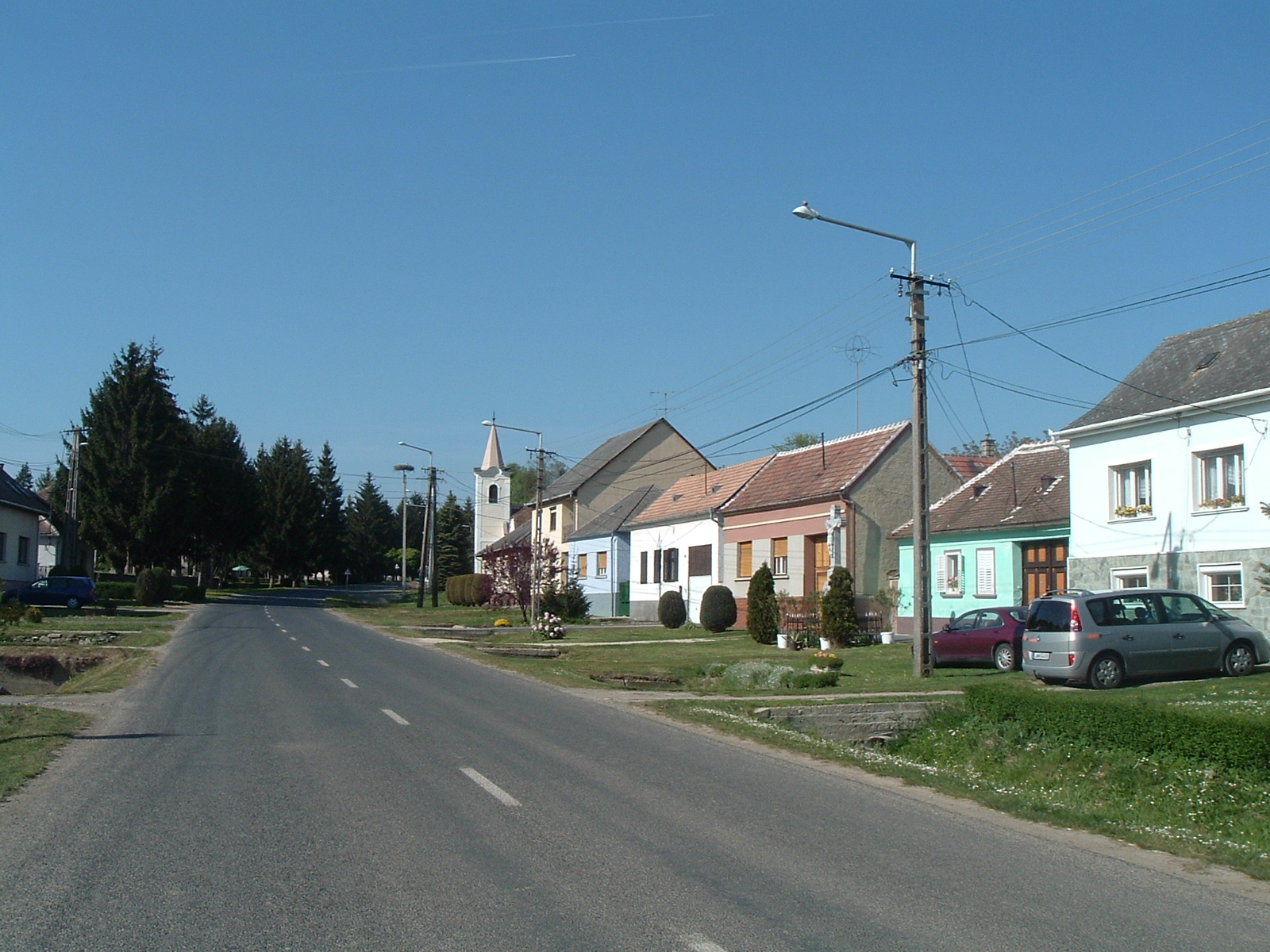
Straße im Ortsteil Nagynarda
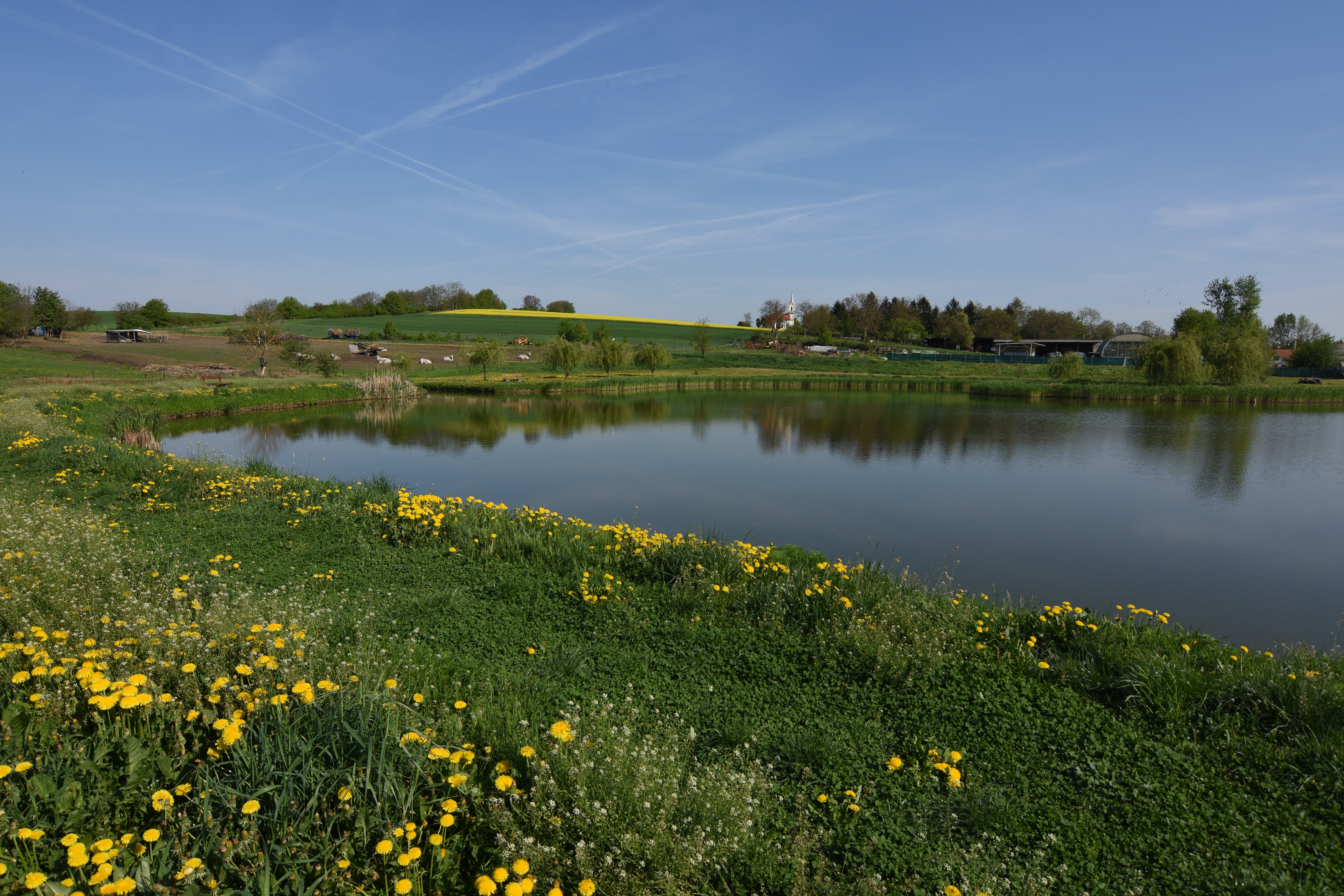
See (Béke-tava)
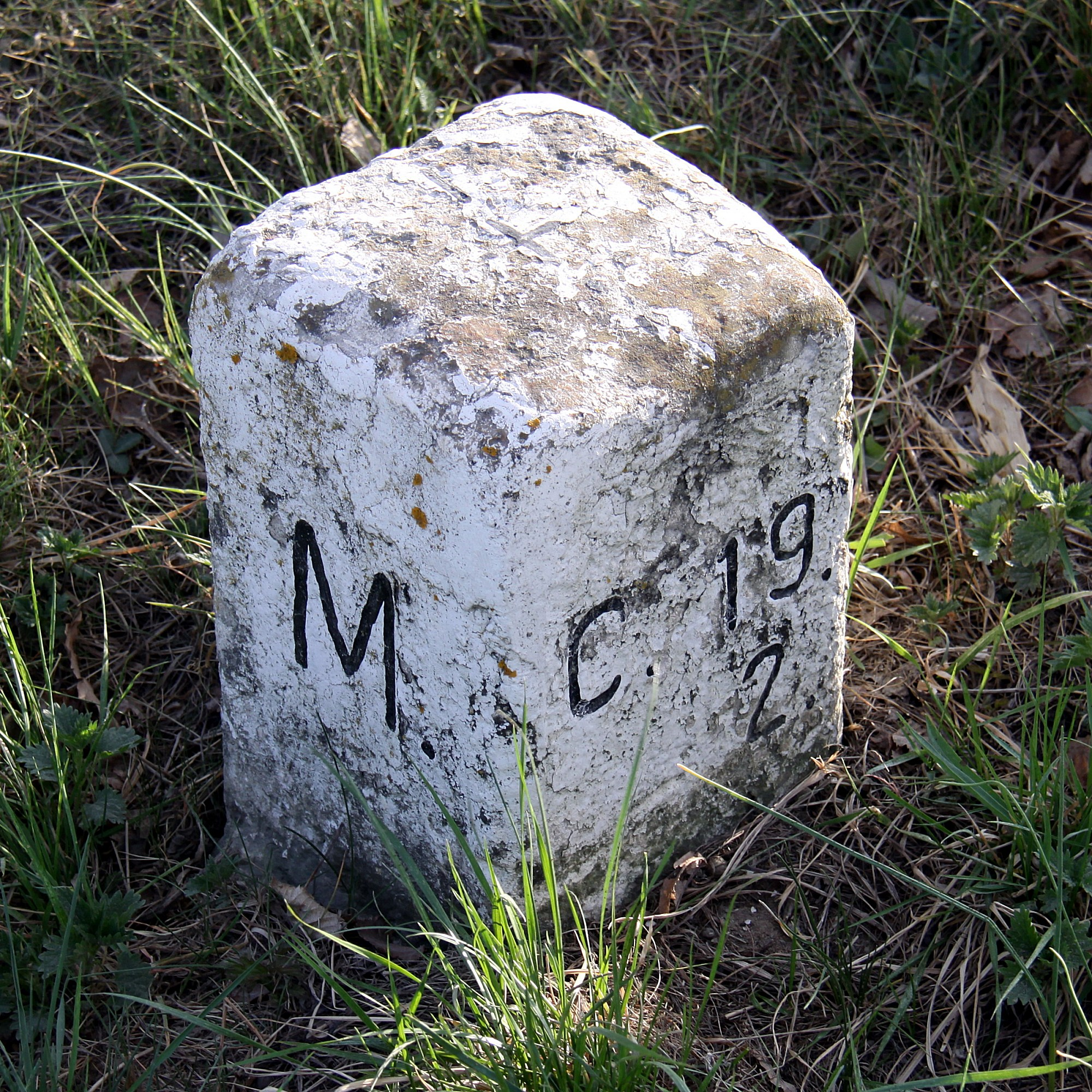
Grenzstein zwischen Narda und Schandorf
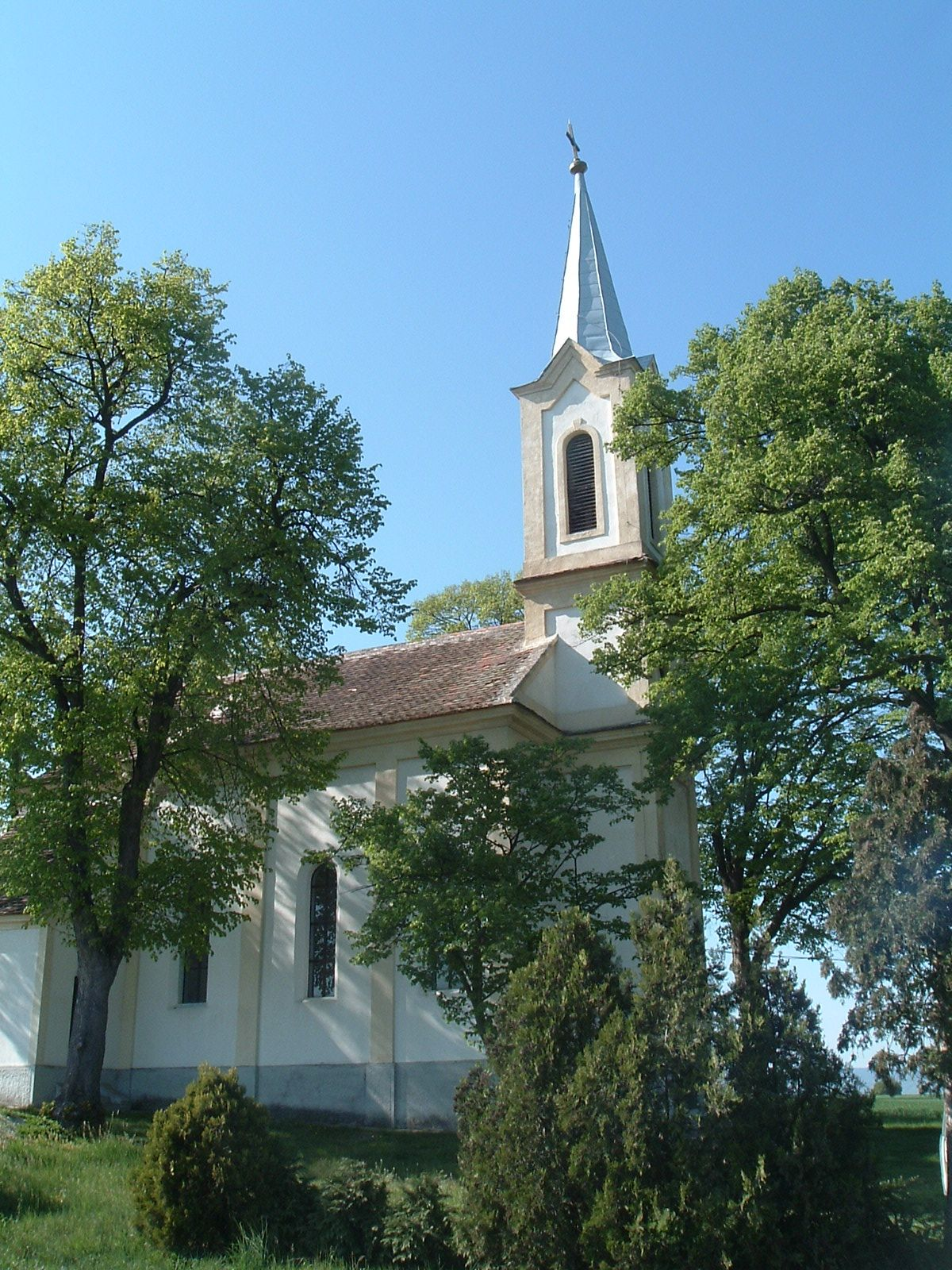
Römisch-katholische Kirche Fájdalmas Szűzanya
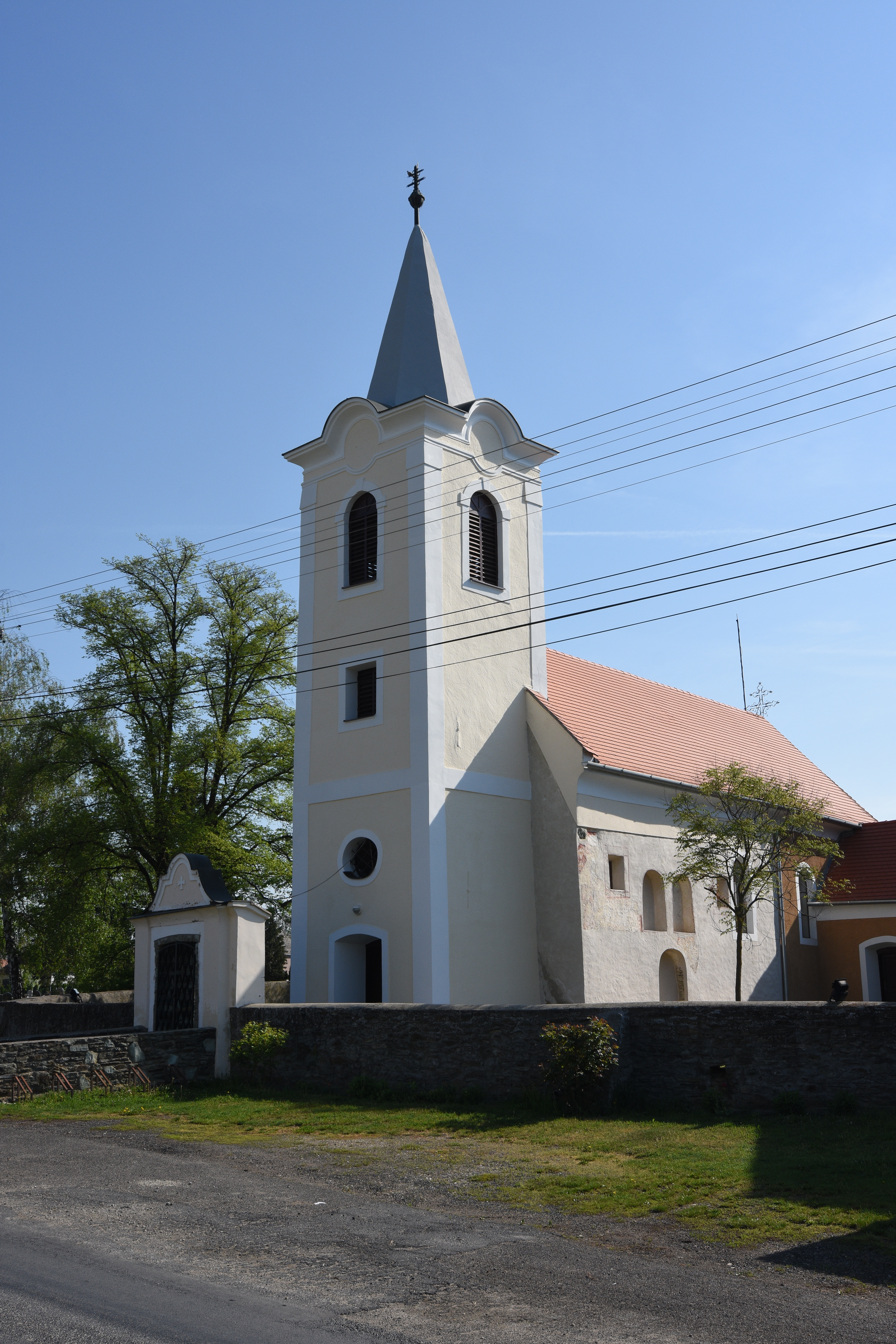
Römisch-katholische Kirche Szent Kereszt
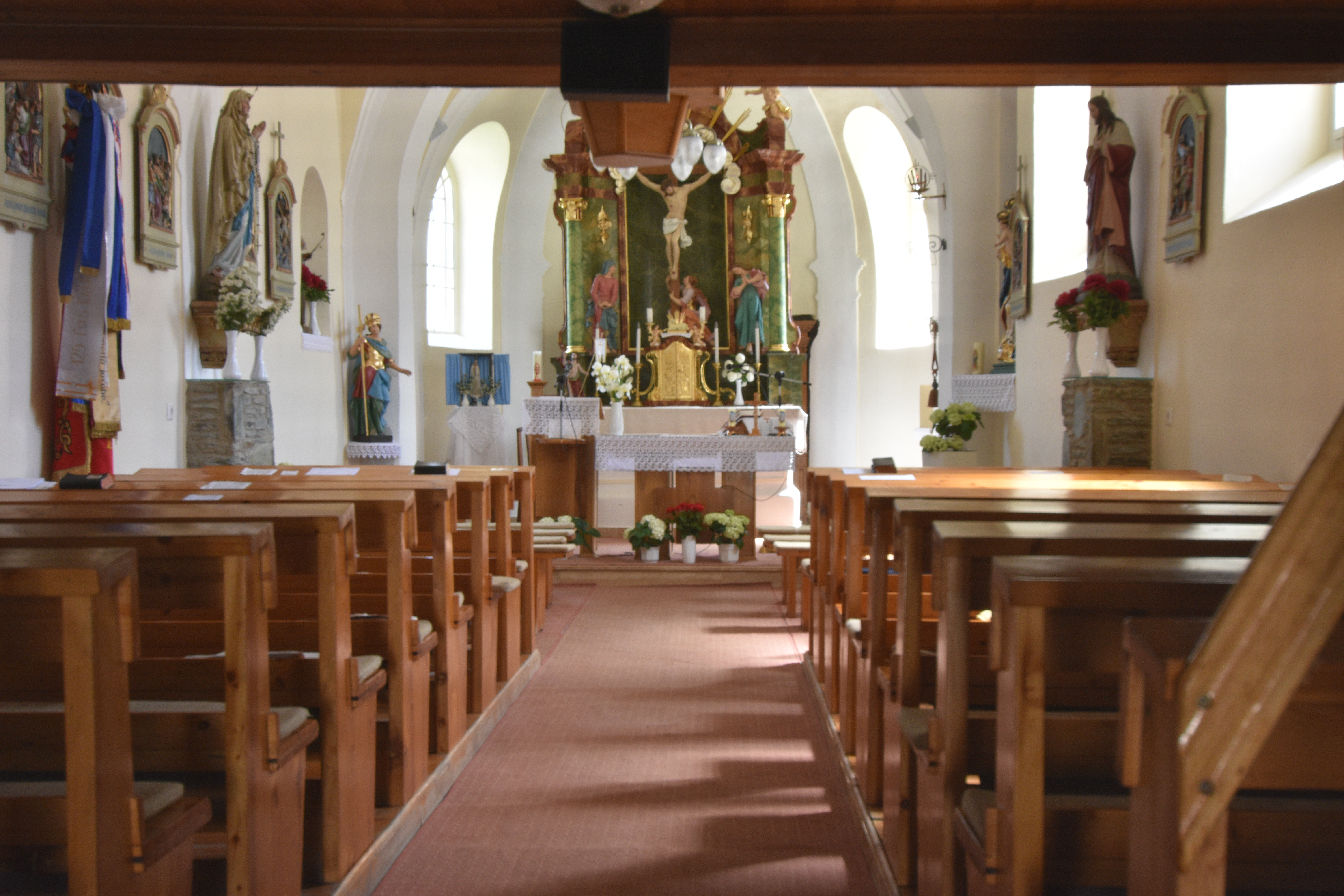
Innenraum der Kirche Szent Kereszt

## Verkehr
Durch Narda verläuft die Landstraße Nr. 8636, von der die Nebenstraße Nr. 87119 zur österreichischen Grenze abzweigt. Der Grenzübergang ist nur für nichtmotorisierten Verkehr geöffnet. Der nächstgelegene Bahnhof befindet sich in Szombathely.